# Novovassílievo
Novovassílievo (en rus: Нововасильево) és un poble de l'óblast d'Astracan, a Rússia, segons el cens del 2010 tenia 409 habitants.